# Mort Drucker

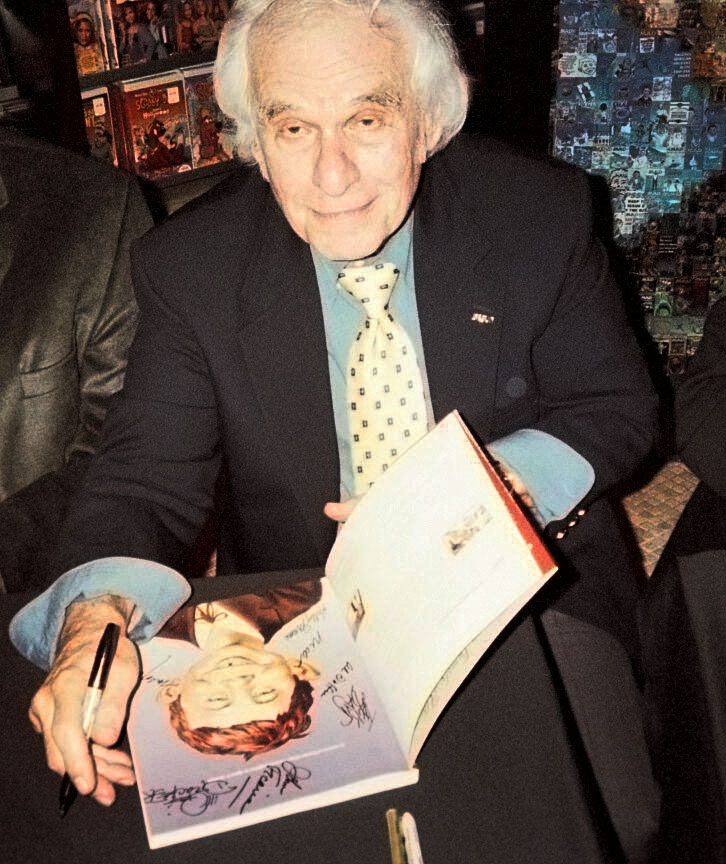
Mort Drucker in 2000

Mort Drucker (New York, 22 maart 1929 - Woodbury (New York), 9 april 2020) was een Amerikaanse karikaturist en stripkunstenaar die meer dan vijf decennia bijdroeg aan het tijdschrift MAD, waar hij zich specialiseerde in satires op de populaire speelfilms en televisieseries. Sommige bronnen geven als geboortedatum 22 maart op, anderen 29 maart. 
Mort Drucker is internationaal bekend om zijn karikaturen, illustraties en covers voor publicaties zoals MAD Magazine, Newsweek en Time. Daarnaast maakte hij ook tekenfilms, illustreerde hij kinderboeken en ontwierp hij filmposters. De covers die Mort Drucker voor Time maakte bevinden zich nu in de collectie van de National Portrait Gallery. Hij werd gelauwerd voor zijn werk met de National Cartoonists Society Special Features Award in 1985, 1986, 1987 en 1988, en met een Reuben Award in 1987. Drucker werd ook bekroond met een eredoctoraat (Honorary Doctor of Fine Arts) aan het Art Institute of Boston.